# Swartzia cabrerae
Swartzia cabrerae är en ärtväxtart som beskrevs av John Macqueen Cowan. Swartzia cabrerae ingår i släktet Swartzia och familjen ärtväxter. Inga underarter finns listade i Catalogue of Life.